# Laiyuan (1888)
37°29′49″ пн. ш. 122°10′16″ сх. д. / 37.497° пн. ш. 122.171° сх. д.
Laiyuan (Китайською: 來遠; піньїнь: Laiyuan), також відомий як Lai Yuen, був броненосний крейсер Беянського флоту пізнього періоду Династії Цін. Його «систер-шипом» був Jingyuan. Взяв участь у битві при Ялу під час японсько-цінської війни.

## Контекст побудови корабля
У рамках свого прагнення створити сучасний флот після китайсько-французької війни віце-король Лі Хунчжан звернувся до корабельні «Вулкан Штеттин» у Штеттині, тоді Німеччина. Спущений на воду 25 березня 1887 року. Jingyuan та Laiyuan класифікувалися як «канонерські човени» конструкторами, але називалися «крейсерами» китайцями. З точки зору водотоннажності були вони мали співмірні розміри з японськими крейсерами типу «Мацусіма» . Однак, їх озброєння скоріше відповідало призначеним для берегової оборони моніторам з великокаліберними гарматами з низьким темпом стрільби, і їм не вистачало скорострільних потужних гармат середнього калібру, характерних для кораблів, розроблених згідно з положеннями популярної на той час доктрини Jeune École, яку просував французький морський інженер і вчений Еміль Бертен — ключовий радник пр розбудові японського флоту.